# 卡马拉塔
卡马拉塔（義大利語：Cammarata），是意大利西西里大区阿格里真托省的一个市镇。总面积191.8平方公里，人口6443人，人口密度33.6人/平方公里（2009年）。ISTAT代码为084009。